# Getelo
 (octobre 2013).
Si vous disposez d'ouvrages ou d'articles de référence ou si vous connaissez des sites web de qualité traitant du thème abordé ici, merci de compléter l'article en donnant les références utiles à sa vérifiabilité et en les liant à la section « Notes et références ».
Getelo est une commune allemande de Basse-Saxe dans l'arrondissement du Comté de Bentheim.

## Géographie

### Quartiers
- Getelo, Getelomoor.

## Administration
| Période                                  | Période   | Identité             | Étiquette | Qualité |
| ---------------------------------------- | --------- | -------------------- | --------- | ------- |
|                                          | 2001-2011 | Jan-Hindrik Schipper |           |         |
|                                          | 2011      | Lukas Scholte-Hagen  |           |         |
| Les données manquantes sont à compléter. |           |                      |           |         |